# Gabriel, call me back
Gabriel, call me back ou Gaby est un producteur, compositeur et chanteur français.

## Discographie

### En tant que producteur
Liste non exhaustive.
- 2023 : Citadelle de Merveille Platine[1]
- 2023 : Biso Mibale de Jungeli et Emma
- 2023 : Ghetto de Merveille

- 2024 : Porte de Clignancourt de Merveille
- 2024 : Yebisa Bango de Jungeli
- 2024 : Paqueta de Merveille (sur l'EP Identité)
- 2024 : Tout donner de Merveille (sur l'EP Identité)
- 2024 : Compliqué de Merveille (sur l'EP Identité)
- 2024 : Vie privée de Merveille (sur l'EP Identité)
- 2024 : PROTECT de Tiakola feat. Merveille (sur la mixtape BDLM Vol. 1)
- 2024 : J'tavais dis de Nono La Grinta
- 2024 : Caméra de Kulturr
- 2024 : C'est ma vie de Merveille
- 2024 : Ma Tasha de Scridge
- 2025: Refaire ce monde de La Fouine feat. Merveille (sur l'album ÉTAT DES LIEUX)
- 2025: Fam de Franglish feat. Merveille (sur l'album Aura x G-Wave)
- 2025: Overbooking de L2B feat. KLN Or (sur l'album Nés pour briller)[2]

### En tant que chanteur
- 2023 : Bouche à bouche (sous le nom Gaby)
- 2024 : PRETTY BABY de Jadanaë